# Eurazhdarcho
Eurazhdarcho („evropský Azhdarcho“) byl rod azdarchidního pterodaktyloidního ptakoještěra, který žil v období pozdní svrchní křídy (geologický stupeň maastricht, asi před 69 miliony let) na území dnešního Rumunska (fauna tzv. ostrova Haţeg).

## Historie a popis

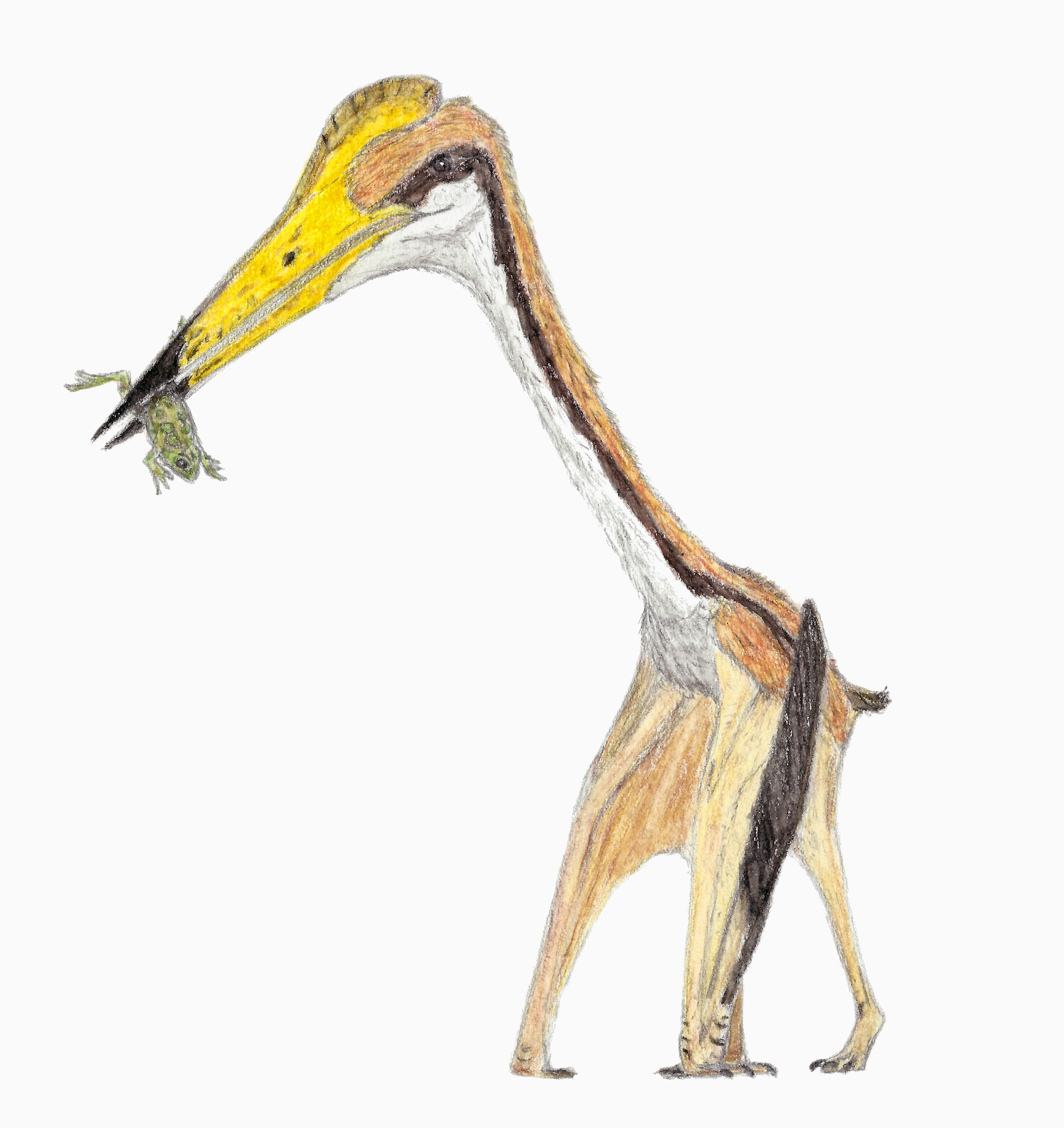
Eurazhdarcho - rekonstrukce vzezření.

Fosilie tohoto ptakoještěra byly objeveny v sedimentech souvrství Sebeş (u města Sebeș v župě Alba) v roce 2009. Holotyp nese označení EME VP 312 a jedná se o pravděpodobně plně dospělého, relativně malého azdarchida, s rozpětím křídel kolem 3 metrů. Formálně byl tento druh popsán v roce 2013.
Velikostí tento druh výrazně zaostává za obřím druhem Hatzegopteryx thambema (rozpětí křídel přes 10 metrů) a menším druhem Albadraco tharmisensis (rozpětí křídel asi 6 až 7 metrů). Jedná se tedy o důkaz vysoké variability a druhové rozmanitosti ptakoještěrů ve fauně tzv. ostrova Haţeg.